# Bixi

Logo del sistema

Bixi è un sistema di bike sharing studiato e realizzato nella città canadese di Montréal nel 2008 e poi diffusosi in tutto il mondo.
Infatti, dopo il successo riscosso a Montreal, il sistema Bixi iniziò ad espandersi all'interno del Canada ed in altre zone del mondo. Servizi di bike sharing utilizzanti il sistema Bixi si trovano infatti a Boston, Londra, Melbourne, Minneapolis, Montreal, Ottawa, Toronto e Washington.

## Storia
Nel 2007, il comune della città di Montreal elaborò il Reinvent Montreal transportation plan, in cui si prevedeva la realizzazione di un servizio di biciclette pubbliche per ridurre l'utilizzo delle automobili. Per progettare ed operare il nuovo sistema la città creò quindi il Public Bike System Company, un'organizzazione non a scopo di lucro supervisionata dal comune di Montreal.
Nel maggio del 2008 il servizio venne inaugurato nella città di Montreal, con 3000 bici e 300 ciclostazioni.
Nel maggio del 2009, invece, il sistema introdotto da Bixi fu proposto nella capitale canadese di Ottawa. Quest'ultima fu seguita da Melbourne (dal maggio 2010), Minneapolis (dal giugno 2010) e Londra (dal luglio 2010). Il sistema venne introdotto anche nella capitale federale americana di Washington per il servizio di biciclette pubbliche condivise Capital Bikeshare (a volte abbreviato in CaBi).

## Caratteristiche

### Ciclostazioni

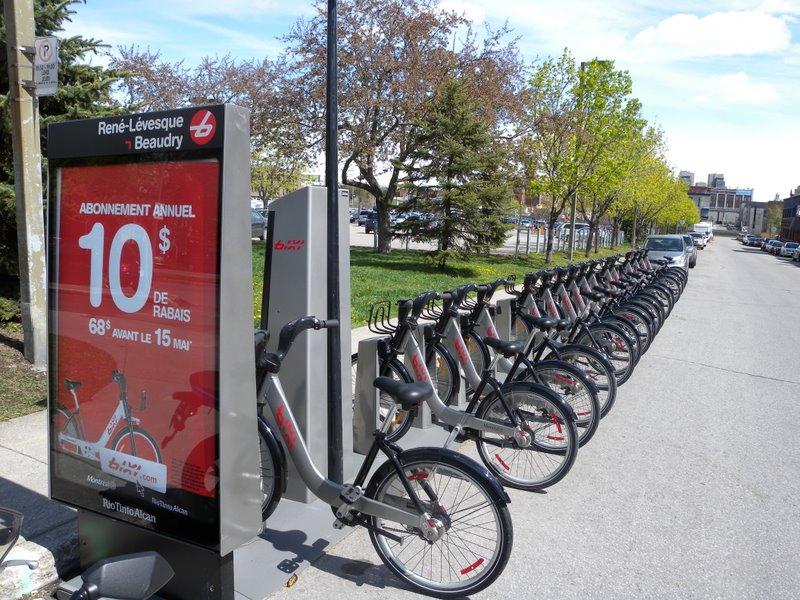
Una ciclostazione Bixi in rue Beaudry a Montreal

Il sistema è costituito da ciclostazioni, realizzate in alluminio, composte da diversi ciclostalli che servono per prelevare o restituire una bicicletta e da un terminale per le operazioni di noleggio.
Quest'ultimo è una struttura rettangolare dotata di uno schermo tattile grazie al quale è possibile effettuare il pagamento per l'utilizzo del servizio.
L'uso delle biciclette è possibile grazie alla chiave Bixi, ottenibile tramite un abbonamento. Per poter prelevare una bici, bisogna inserire il dispositivo all'interno del terminale.
L'invenzione del sistema Bixi è attribuita a Charles Khairallah, presidente del Robotics Design; il co-inventore è invece Michel Dallaire, presidente dell'omonima industria.

### Biciclette
Le bici, destinate al ciclismo urbano, sono prodotte in alluminio e sono state realizzate in modo da poter essere usate in ogni condizione meteorologica.
Le biciclette, inoltre, sono dotate di due fanali sul retro e pesano complessivamente 18 kg.

### Tariffe

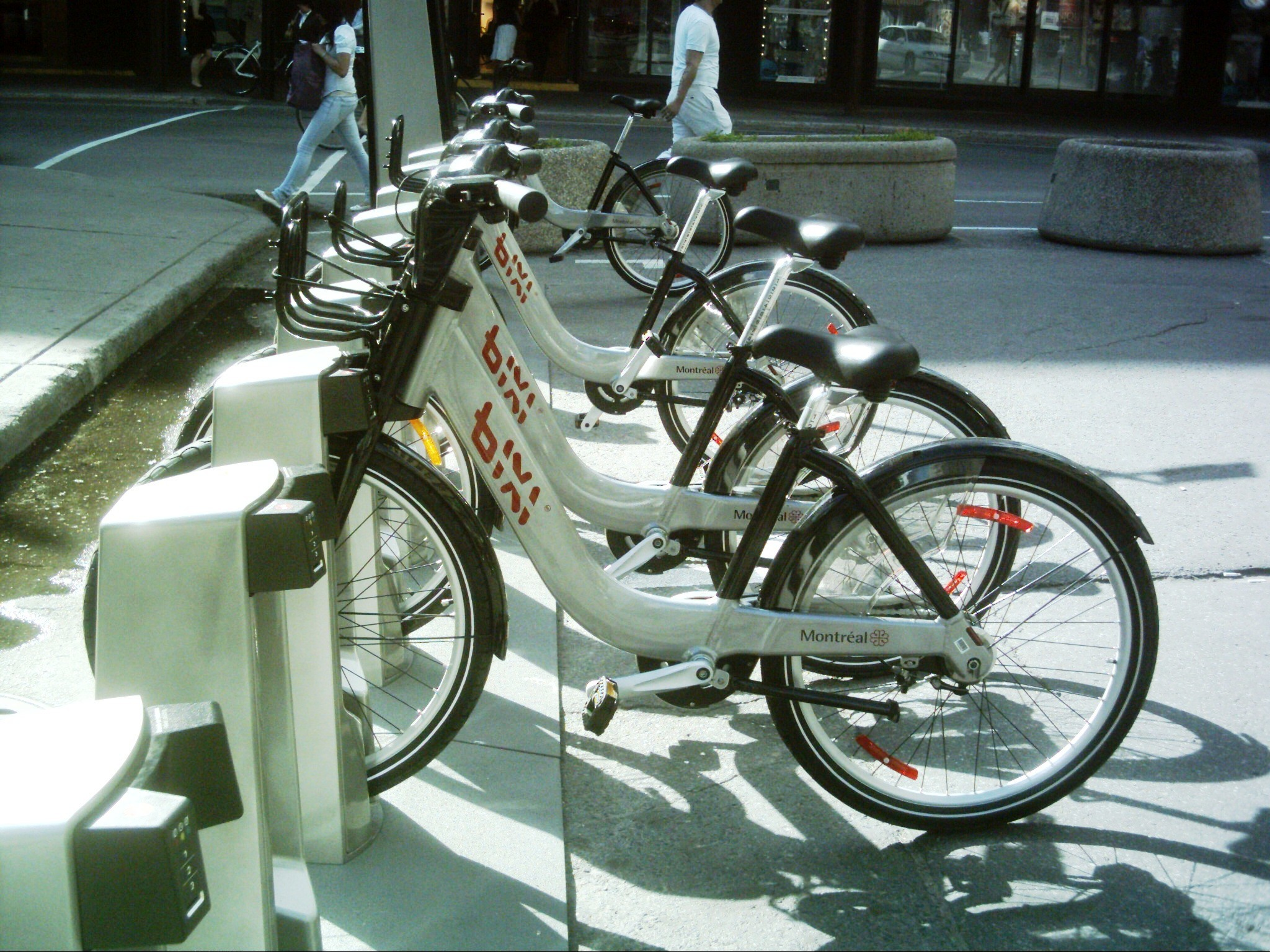
Biciclette del sistema Bixi

Per poter usufruire del servizio bisogna effettuare un abbonamento, che permette all'utente di noleggiare un numero illimitato di biciclette nell'arco di mezz'ora o quarantacinque minuti. Il costo aggiuntivo viene calcolato in base alla durata del noleggio.
Di seguito una tabella che sintetizza il prezzo del servizio nella città di Montreal:
| Durata del noleggio | 30 o 45 minuti | Più di 60 minuti | Dai 61 a 90 minuti |  |
| Prezzo              | gratuito       | 1,75 $           | 3,50 $             |  |

A Toronto, invece, il prezzo varia leggermente:
| Durata del noleggio | 30 o 45 minuti | Più di 60 minuti | Dai 61 a 90 minuti |  |
| Prezzo              | gratuito       | 1,50 $           | 4,00 $             |  |

## Sistema Bixi nel mondo
| Città                                          | Nazione     | Avvio del servizio  | Biciclette | Ciclostazioni | Ciclostalli | Nome del servizio    |  |
| Montréal Westmount Longueuil                   | Canada      | Maggio 2009         | 3000       | 300           | ?           | Bixi Montreal        |  |
| Montréal Westmount Longueuil                   | Canada      | Agosto 2009         | 5000       | 400           | ?           | Bixi Montreal        |  |
| Montréal Westmount Longueuil                   | Canada      | Aprile 2011         | 5050       | 405           | ?           | Bixi Montreal        |  |
| Montréal Westmount Longueuil                   | Canada      | Aprile 2012         | 5120       | 411           | ?           | Bixi Montreal        |  |
| Ottawa Gatineau                                | Canada      | Giugno 2009         | 50         | 4             | ?           | Bixi                 |  |
| Ottawa Gatineau                                | Canada      | Maggio 2011         | 100        | 10            | ?           | Capital Bixi         |  |
| Melbourne                                      | Australia   | Maggio 2010         | 610        | 52            | 1000        | Melbourne Bike Share |  |
| Campo Research In Motion, Waterloo             | Canada      | Maggio 2010         | 25         | 8             | 56          | Bixi                 |  |
| Minneapolis St. Paul                           | Stati Uniti | Giugno 2010         | 700        | 65            | 1300        | Nice Ride            |  |
| Minneapolis St. Paul                           | Stati Uniti | Primavera del 2011  | ?          | 115           | ?           | Nice Ride            |  |
| Minneapolis St. Paul                           | Stati Uniti | Aprile 2012         | 1328       | 146           | ?           | Nice Ride            |  |
| Londra                                         | Regno Unito | Luglio 2010         | 6000       | 400           | 10000       | Santander Cycles     |  |
| Londra                                         | Regno Unito | Maggio 2012         | 8000       | 570           | 15000       | Santander Cycles     |  |
| Campo del Washington State University, Pullman | Stati Uniti | Settembre 2010      | 32         | 9             | ?           | Green Bikes          |  |
| Washington Arlington Alexandria                | Stati Uniti | Settembre 2010      | 1100       | 114           | ?           | Capital Bikeshare    |  |
| Washington Arlington Alexandria                | Stati Uniti | Prima metà del 2011 | 1300       | 150           | ?           | Capital Bikeshare    |  |
| Washington Arlington Alexandria                | Stati Uniti | Settembre 2011      | 1300       | 156           | ?           | Capital Bikeshare    |  |
| Toronto                                        | Canada      | Maggio 2011         | 1000       | 80            | 1500        | Bixi Toronto         |  |
| Boston Brookline Cambridge Somerville          | Stati Uniti | Luglio 2011         | 600        | 60            | ?           | Hubway               |  |
| Boston Brookline Cambridge Somerville          | Stati Uniti | Marzo 2012          | 900        | 90            | ?           | Hubway               |  |
| Québec                                         | Canada      | Agosto 2011         | 11         | 1             | 11          | Bixi                 |  |
| New York                                       | Stati Uniti | Estate del 2012     | 10000      | 600           | 20000       | Citi Bike            |  |